# Chupa Chups

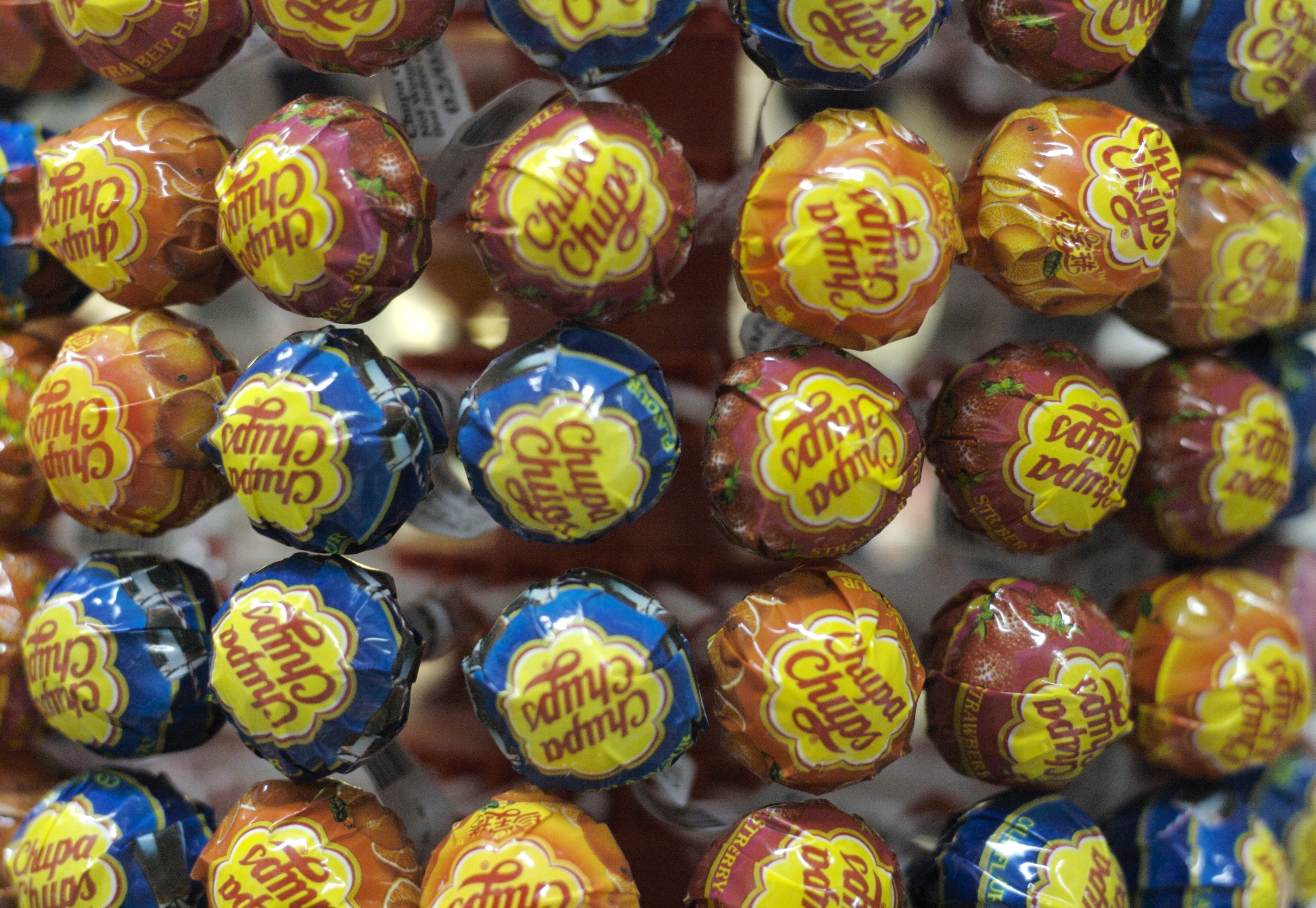
Chupa Chups

Chupa Chups is een Spaans lollymerk, dat in 1958 is opgericht door de zakenman Enric Bernat,. Sinds 2006 is het merk in handen van de Italiaans-Nederlandse snoepfabrikant Perfetti Van Melle. De naam van het merk is afgeleid van chupar, het Spaanse woord voor zuigen.
Het logo is in 1969 ontworpen door de Spaanse surrealist Salvador Dalí. De eerste slogan van het merk was "És rodó i dura molt, Chupa Chups" dat, vertaald uit het Catalaans, "het is rond en langdurend" betekent.
Naast bij kinderen is ook bij volwassenen de Chupa Chups populair. Het bekendste voorbeeld hiervan is Johan Cruijff, die, nadat hij gestopt was met roken, regelmatig te zien was met een lolly in zijn mond. De Reclame Code Commissie stelde echter grenzen aan deze populariteit toen de Consumentenbond bezwaar maakte tegen aanprijzingen van Daphne Deckers voor het vermeende fruitgehalte van dit suikergoed.